# Малий Порськ
Ма́лий Порськ — село в Україні, у Голобській селищній територіальній громаді Ковельського району Волинської області. Населення становить 260 осіб.

## Історія
Село Порськ згадується під 1498 роком як маєтність Андрія Сангушки. В 1511 р. переходить до князів Острозьких, Іллі, а пізніше знову до Сангушків. В документальній згадці з 1527 р. село Порськ або Порцьк належало Івану Хребтовичу («подскарбию королевскому, Ивашкъ Литавору Богданову сыну Хребтовичу»). 10 серпня 1527 р.(перша письмова згадка про село) король Сигізмунд І повідомляє із Кракова Федора Чарторийського, старосту Луцького, про те, що він дарував князю Федору Андрійовичу Сангушці, старості Володимирському, на його прохання помістя — дві третини села Порська. Після смерті Хребтовича ці землі лишилися в розпорядженні короля. Помістя ці були віддані королем князю Сангушці тимчасово, поки не знайдуться спадкоємці Хребтовича. Третю частину володінь донька Хребтовича відписала своєму чоловікові Василю Чапличу. Через 2 місяці, а саме — 10 жовтня 1527р, король Сигізмунд в листі до князя Федора Сангушки повідомляє про те, що дароване йому помістя він присудить спадкоємцям Івана Хребтовича — Івану Русину та Федьку Оношкевичу. Але князь Ф. Сангушка не згоджувався віддати землі, і король розпорядженням від 18 грудня 1527 р. залишив йому дві частини с. Порська до свого приїзду у велике князівство Литовське. В 1530 р. 2 лютого в Кракові король Сигізмунд І у своєму листі до Сангушків пише, що зобов'язується захищати їх перед радою Литовською від претензій «спадкоборців» Івана Хребтовича. В 1535 р. 20 травня у Вільно король дав князю Ф. А. Сангушці грамоту, у якій затвердив його в правах вічного володаря двома частинами села Порська. У князя Федора Андрійовича Сангушки були діти — син Роман і дочка Федора, яка вийшла заміж за королівського маршалка Петра Богдановича Загоровського. По розділу с. Порськ дісталось на долю дочки, яка і внесла це помістя в дім чоловіка. Петро Загоровський був російської народності на Волині. Після смерті Петра Загоровського, власником с. Порська став його син Федір Загоровський, староста Володимирський. Читаючи історичні свідчення, дізнаємося про долю останньої — третьої частини села, яка належала Василю Чапличу, перейшла потім у володіння до його сина, Григорія Васильовича Чаплича. Пізніше він продав його старості Луцькому, князю Богушу Федорович Корецькому (історик спирається на документи від 8 жовтня 1568 р.). Через півтора року, князь Богуш Корецький 10 березня 1570 р. обміняв свою частину села Порська на село Підлізці, що належало Загоровським. Таким чином з 1570 р. дворяни Загоровські стали нероздільно володіти всім помістям Порським. Федір Петрович Загоровський був одружений з Ганною Семашко. Очевидно, шляхом шлюбних зв'язків Порське помістя перейшло у володіння дворян Семашків.
Історичні матеріали розповідають про копію грамоти, яка зберігалася в Порській церкві. Видана 24 жовтня 1727 р. власником Великого і Малого Порська. Самуїлом і його дружиною Софією Семашками на побудову в с. Порськ православної церкви в ім'я Святого Апостола Луки. Зміст цієї грамоти такий: «Самуїл і Софія Семашки, власники Великого і Малого Порська, стольники, Вишгородські. Всім родам і кожному окремо, — кому про це знати належить, доводимо до відома, що ми, подружжя, маючи першочерговою метою нашого життя — старання, щоби слава Всевишнього неустанно прославлялась, вирішили в родовому нашому помісті Порську побудувати церкву в ім'я Св. Апостола і Євангеліста Луки, під цю побудову, при допомозі Всевишнього творця відвели землю, що є у власності Євстахія Шафарука, а під погост церковний — кусок землі, 44 кроки в довжину і 22 кроки в ширину; надалі — щоб, згідно з нашою волею й обітницею, хвала Всемогутнього неустанно здійснювалась, надаємо богомольцю при цій церкві на вічні часи своєю презентою, від себе і нащадків наших, наступні урочища: Загурце, Кругле, Болотце, Сидинку, Селище, Заляддя і Високе. Під побудову будинку священикові і під садибу відводимо землю Пилипа Голика». Запис цей зроблений в Порську 24 жовтня 1727 р. і скріплений власноручними підписами подружжя Семашків і їхньою іменною печаткою.

## Населення
Згідно з переписом УРСР 1989 року чисельність наявного населення села становила 265 осіб, з яких 120 чоловіків та 145 жінок.
За переписом населення України 2001 року в селі мешкало 260 осіб. 100 % населення вказало своєю рідною мовою українську мову.